# Не буду тебя любить
Не буду тебя любить (пол. Nie będę cię kochać) — польский фильм-драма 1973 года режиссёра Януша Насфетера.

## Сюжет
Ане 13 лет. Она чувствительна и ранима. В семье Ани отношения складываются не самым лучшим образом. Её отец постоянно пьёт и обижает дочь. Мама Ани в это не встревает и считает, что так и должно быть. Однажды Аня находит своего отца в канаве…

## В ролях
- Гражина Михальска — Анка
- Богдан Издебский — Рысек Пукула «Пук»
- Тадеуш Янчар — отец Анки
- Хенрика Добош — мать Анки
- Божена Федорчик — Божена
- Кшиштоф Сероцкий — Адась
- Беата Новицка — Марыся, сестра Адася
- Моника Сташиньска — Агата

## Номинации и награды фильма
- 1974 — Приз зрительских симпатий 1-го Польского кинофестиваля (ныне Гдыньский кинофестиваль), резделён с фильмами «Потоп» и «Тут крутых нет»[1].